# 二級ダム
二級ダム（にきゅうダム）は、広島県呉市、二級河川・黒瀬川本流中流部に建設されたダムである。
広島県と中国電力が共同管理を行う多目的ダムであり、高さ32メートルの重力式コンクリートダム。1942年（昭和17年）に呉市と呉海軍工廠への上水道および電力供給を目的に広島県・日本発送電・大日本帝国海軍が共同で行った河川総合開発事業の初期例である。長らく呉市の水源として機能していたが黒瀬川の水質汚濁が原因で1997年（平成9年）に上水道目的が廃止された。広島県内では本庄ダム（二河川）に次いで歴史の古い多目的ダムである。

## 沿革

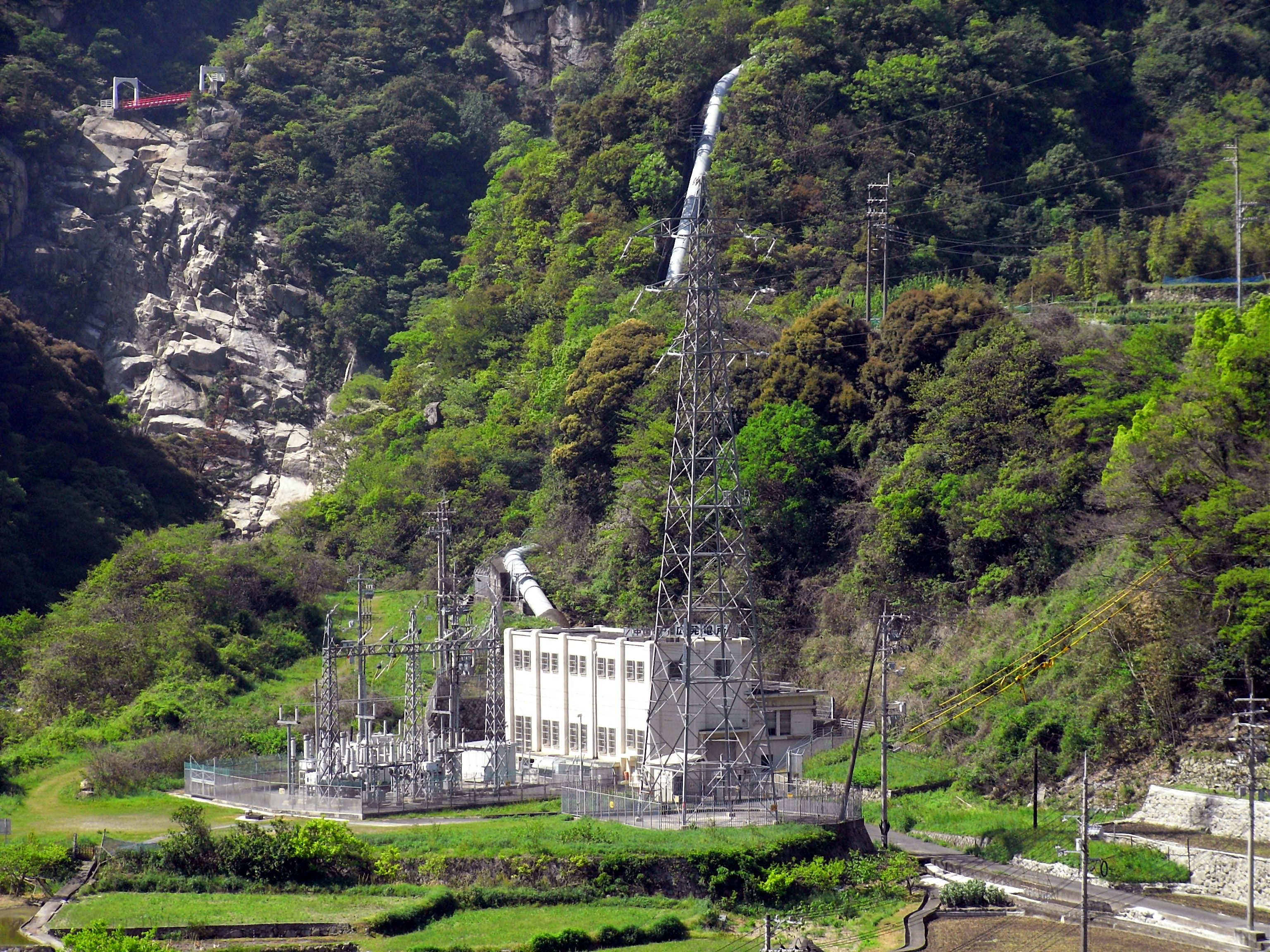
広発電所。ダム下流左岸にある。写真左奥は二級峡遊歩道の吊橋でありその直下に二級滝がある。

物部長穂によって提唱された『河水統制計画案』は内務省によって正式な事業として全国で展開されることとなったが、各地方自治体においても独自の河水統制事業を行うようになった。
中国地方では既に山口県が錦川河水統制事業として向道ダムを錦川本川に1941年（昭和15年）に完成させていた。この頃は戦時体制が進展していたこともあって軍事施設への電力・水道供給が重視され、全国で進んでいる河水統制事業は本来の目的を逸れて陸海軍への要望に応える事業となりつつあった。呉海軍工廠を有する呉市においても、海軍工廠及び海軍基地への上水道供給が大日本帝国海軍によって強く要請され、これを受けた広島県は呉市を貫流する黒瀬川の中流部、名勝二級峡地点に海軍用上水道供給の他水力発電目的を兼ねた多目的ダムを建設することになった。
事業は広島県・日本海軍そして電力事業を管掌する日本発送電株式会社の三者による共同管理施設として、戦争が激化しつつあった1942年（昭和17年）に完成した。尚、補償交渉の経緯及びダム工事に関する資料全般については、空襲に伴い焼失し内容は全く不明である。戦後GHQによって旧日本軍施設はその全てを各自治体または民間に払い下げる指令が出た事から、二級ダムの上水道事業及び本庄ダム（二河川）と三高ダムは呉市水道局に移管された。また、電力再編成に伴って日本発送電が解散したことに伴い、広発電所による発電事業も中国電力に移管されて現在に至る。尚、現在は河川法第17条による「兼用工作物」としての多目的ダムであり、『黒瀬川二級ダム操作規程』に基づきダム管理業務は中国電力が代行している。
二級ダムは、呉市水道局の文章では、県営二級貯水池と呼称されている他、一般的に「黒瀬川堰堤」、「黒瀬川ダム」、「二級峡ダム」などとも呼ばれるが、いずれも正式名称ではない。尚、よく間違えられる黒瀬ダムは本河川の支流ガガラ川に存在する堤高30.0mの農業用アースダムで、全く別のダムである。こちらは二級ダム竣工の40年以上後となる1987年（昭和62年）に完成した。

## 上水道事業の廃止

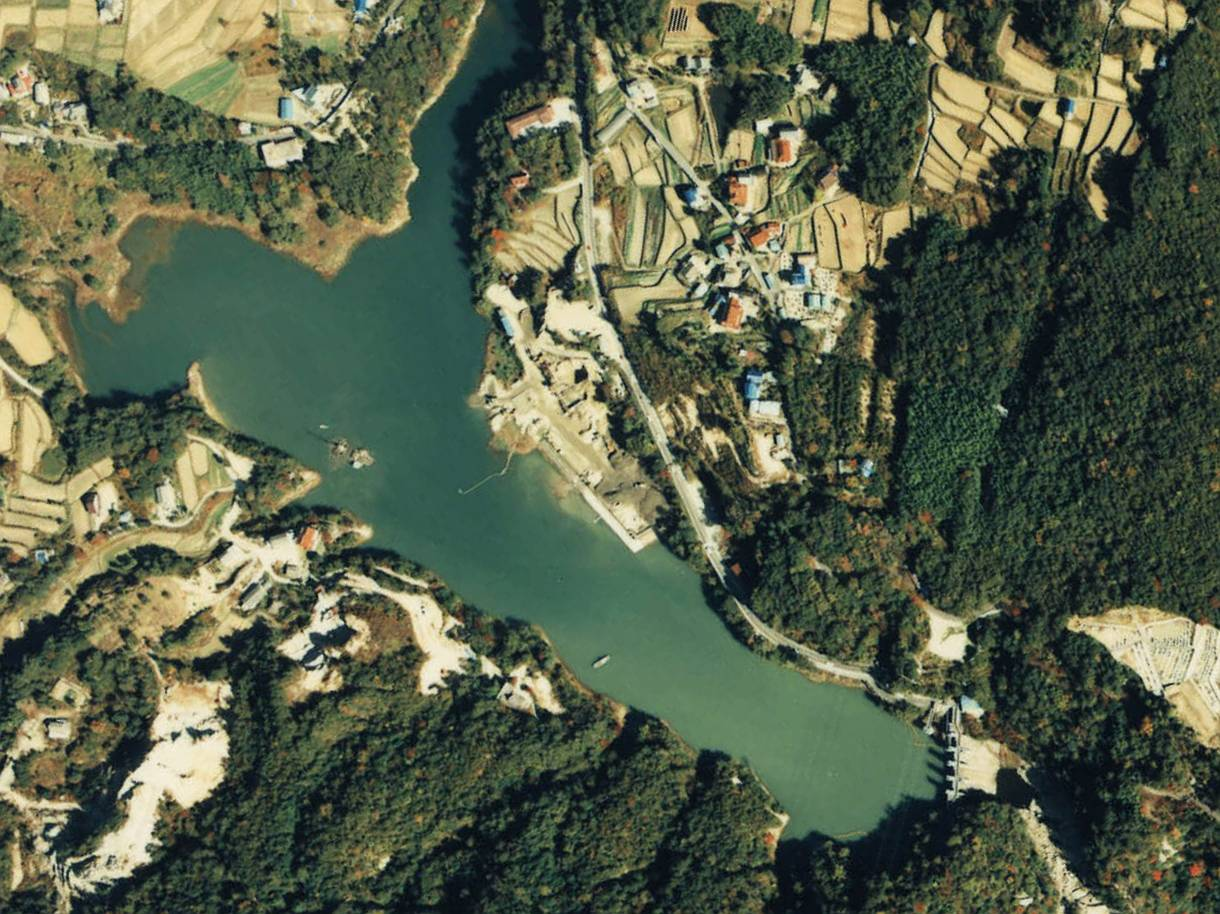
二級ダム空撮。以前は呉市の水がめであった。

こうした経緯から呉市水道局による呉市内への上水道用水の供給も行っていたが、現在は休止（事実上の廃止）している。これには、ダム上流の呉市郷原地区、旧黒瀬町（現東広島市）、東広島市の宅地開発が進むにつれ、これらの地域での下水道の整備が間に合わず水質が悪化。しばらくは消毒や浄水作業を強化して使用していたが、「カルキ臭が強い」など水道利用者からの苦情が相次だうえ、水質の悪化に浄水処理能力が追いつけなくなったため、やむなく上水道用水としての利用を休止したという経緯がある。
二級ダムの上水道用水供給停止に伴い、二級ダムからの水を受けて浄水作業を行っていた石内浄水場も1997年4月1日をもって業務を廃止。別水源から水を受けている平原浄水場、宮原浄水場に業務が移管された。尚旧石内浄水場は、施設名を二級水源地と変更され、用途を工業用水専用に変更して供給を行っている。現在の呉市は本庄ダムの他太田川水系の温井ダム（滝山川）や遠く土師ダム（江の川）からも上水道用水を確保している。

## 観光
ダム下流は二級峡と呼ばれる渓谷がある。甌穴の名所であり、遊歩道も整備されている。また、堤体天端が中国自然歩道の一部となっている。